# هینمنزویل (نیویورک)
هینمنزویل (به انگلیسی: Hinmansville) یک منطقهٔ مسکونی در ایالات متحده آمریکا است که در شهرستان آزویگو، نیویورک واقع شده‌است.